# Мияхара, Ацудзи
Ацудзи Мияхара (яп. 宮原 厚次 Мияхара Ацудзи, род. 20 декабря 1958 года в посёлке Осуми (в настоящее время город Соо) префектуры Кагосима) — японский борец греко-римского стиля, чемпион и призёр Олимпийских игр, призёр чемпионатов мира, обладатель Кубка мира, чемпион Азиатских игр. Чемпион Японии (до 48 кг — 1979, до 52 кг — в 1981—1988 гг.).

## Биография
В школе занимался дзюдо, после школы поступил на службу в Сухопутные силы самообороны Японии, где в 1977 году начал заниматься греко-римской борьбой. Всегда весил больше своей категории в 52 килограмма и перед соревнованиями сбрасывал около пяти килограммов.
В 1979 году занял восьмое место на Гран-при Германии, в 1981 году был четвёртым на Универсиаде. В 1981 году дебютировал на чемпионате мира и занял второе место, но на следующий год остался только шестым на чемпионате мира, зато выиграл Кубок мира. В 1983 году вновь был только шестым на чемпионате мира.
На Летних Олимпийских играх 1984 года в Лос-Анджелесе боролся в категории до 52 килограммов (наилегчайший вес). Участники турнира, числом в 12 человек в категории, были разделены на две группы. За победу в схватках присуждались баллы, от 4 баллов за чистую победу и 0 баллов за чистое поражение. Когда в каждой группе определялись три борца с наибольшими баллами (борьба проходила по системе с выбыванием после двух поражений), они разыгрывали между собой места в группе. Затем победители групп встречались в схватке за первое-второе места, занявшие второе место — за третье-четвёртое места, занявшие третье место — за пятое-шестое места. Ацудзи Мияхара ровно провёл турнир, победил всех соперников, и стал олимпийским чемпионом.
| Круг               | Соперник           | Страна           | Результат | Основание                       | Время схватки |
| ------------------ | ------------------ | ---------------- | --------- | ------------------------------- | ------------- |
| 1                  | Михай Чишмаш       | Румыния          | Победа    | Пассивность соперника (3 балла) | 3:52          |
| 2                  | Жан-Пьер Шамбеллан | Франция          | Победа    | 12-0 (4 балла)                  | 2:03          |
| 3                  | Йон Рённинген      | Норвегия         | Победа    | 12-10 (3 балла)                 |               |
| Финал в группе «А» | Пан Дэ Ду          | Республика Корея | Победа    | 15-11 (3 балла)                 |               |
| Финал              | Даниэль Асевес     | Мексика          | Победа    | 9-4                             |               |

В 1985 году занял четвёртое место на чемпионате мира, в 1986 занял третье место на чемпионате мира и победил на Азиатских играх. В 1987 году остался на чемпионате мира всего лишь тринадцатым.
На Летних Олимпийских играх 1988 года в Сеуле боролся в категории до 52 килограммов (наилегчайший вес). Участники турнира, числом в 21 человек в категории, были разделены на две группы. За победу в схватках присуждались баллы, от 4 баллов за чистую победу и 0 баллов за чистое поражение. Когда в каждой группе определялись четыре борца с наибольшими баллами (борьба проходила по системе с выбыванием после двух поражений), они разыгрывали между собой места в группе. Затем победители групп встречались в схватке за первое-второе места, занявшие второе место — за третье-четвёртое места, занявшие третье место — за пятое-шестое места, четвёртое — за седьмое-восьмое места. Ацудзи Мияхара уверенно продвигался по турнирной сетке, но в финальной схватке уступил Йону Рённингену, и довольствовался серебряной медалью.
| Круг  | Соперник              | Страна                                    | Результат | Основание                       | Время схватки |
| ----- | --------------------- | ----------------------------------------- | --------- | ------------------------------- | ------------- |
| 1     | Серж Робер            | Франция                                   | Победа    | 9-0 (3 балла)                   |               |
| 2     | Абдуд Карим Какахаджи | Иран                                      | Победа    | 6-1 (3 балла)                   |               |
| 3     | -                     | -                                         | -         | (4 балла)                       |               |
| 4     | Эса Муртоаро          | Финляндия                                 | Победа    | 16-0 (3,5 балла)                |               |
| 5     | Христо Филчев         | Болгария                                  | Победа    | 10-6 (3 балла)                  |               |
| 6     | Тибор Янкович         | Чехословакия                              | Победа    | Пассивность соперника (3 балла) | 3:53          |
| 7     | Александр Игнатенко   | Союз Советских Социалистических Республик | Победа    | 4-3 (3 балла)                   | 3:53          |
| Финал | Йон Рённинген         | Норвегия                                  | Поражение | 7-12                            |               |

После окончания карьеры продолжает службу в силах самообороны Японии, является тренером армейской команды. Окончил Высшую школу Кагосимы и университет Тойо.